# Ilya Korotkov
Pour les articles homonymes, voir Korotkov.
Ilya Korotkov (né le 6 décembre 1983) est un athlète russe spécialiste du lancer du javelot. 
Il se classe septième des Jeux olympiques de Pékin avec la marque de 83,15 m, puis prend la deuxième place des Championnats d'Europe par équipes 2009. En début de saison 2010, Ilya Korotkov établit avec 85,47 m la meilleure performance de sa carrière à l'occasion du meeting d'Adler. Il s'impose lors de la Coupe d'Europe hivernale des lancers 2010 avec 83,28 m.

## Palmarès
| Année | Compétition                          | Lieu   | Place | Marque  |
| ----- | ------------------------------------ | ------ | ----- | ------- |
| 2008  | Jeux olympiques                      | Pékin  | 7e    | 83,15 m |
| 2009  | Championnats d'Europe par équipes    | Leiria | 2e    | 77,56 m |
| 2010  | Coupe d'Europe hivernale des lancers | Arles  | 1er   | 83,28 m |